# Giufitanska biskupija
Giufitanska biskupija (lat. Dioecesis Giufitana) je naslovna biskupija Katoličke Crkve. Trenutni naslovni biskup je Valter Magno de Carvalho.
Nakon umirovljenja na mjestu biskupa mostarsko-duvanjskog i apostolskog upravitelja trebinjsko-mrkanskog, mons. Petar Čule bio je naslovni nadbiskup pro hac vice ove biskupije.